# Wilfrid Crabtree
Wilfrid Crabtree (Clitheroe, febbraio 1885 – Accrington, 17 febbraio 1957) è stato un calciatore britannico, di ruolo attaccante.

## Carriera

### Club
Giocò nel Blackburn Crosshill.

### Nazionale
Ha partecipato al 4º Torneo olimpico di calcio, nel quale ha vinto una medaglia d'oro.

## Palmarès

### Nazionale
- Oro olimpico: 1

Londra 1908